# Wojna austriacko-szwajcarska (1385–1388)
Wojna austriacko-szwajcarska w latach 1385–1388 rozpoczęła się zajęciem przez Lucernę, jednego z członków Związku Szwajcarskiego, miast Rothenburg i Sempach należących do Habsburgów. W odwecie austriacki książę Leopold III najechał Związek Szwajcarski. Niedaleko Sempach jego spieszeni ze względu na ciężkie warunki terenowe rycerze zostali pobici przez wojowniczych górali. Wśród wielu zabitych był też sam Leopold III (zobacz: bitwa pod Sempach). W dalszych walkach z austriackimi wojskami Szwajcarzy stale odnosili sukcesy, między innymi w 1388 pod Nafels wojska austriackie zostały pobite przez oddziały z kantonu Glarus, które ułatwiły sobie zadanie spuszczając na wrogów lawinę głazów. Zrozumiawszy, że nie są w stanie pokonać górali, austriaccy Habsburgowie zawarli rozejm, a w 1394 dwudziestoletni pokój; Habsburgowie zrzekli się praw do Lucerny, Zugu i Glarus. Zwycięstwo wzmocniło Związek Szwajcarski, który tworzyło już osiem kantonów (założyciele z 1291 – Uri, Schwyz i Unterwalden oraz Lucerna, Zurych, Berno, Zug i Glarus).